# Gulf Breeze
Gulf Breeze – miasto w Stanach Zjednoczonych, w stanie Floryda, w hrabstwie Santa Rosa.